# Nowy Staw
Nowy Staw [ˈnɔvɨ ˈstaf] (deutsch: Neuteich; kaschubisch: Nytëch) ist eine Stadt mit etwa 4400 Einwohnern im Powiat Malborski (Marienburg) der polnischen Woiwodschaft Pommern. Sie ist Sitz der gleichnamigen Stadt- und Landgemeinde.

## Geographische Lage
Die Kleinstadt liegt im Żuławy Malborskie (Großes Marienburger Werder), im östlichen Teil der historischen Landschaft Pommerellen, der später zum Land Marienburg gehörte. Sie befindet sich 26 Kilometer westlich der Stadt Elbląg (Elbing) an dem Flüsschen Święta (Schwente).

## Geschichte

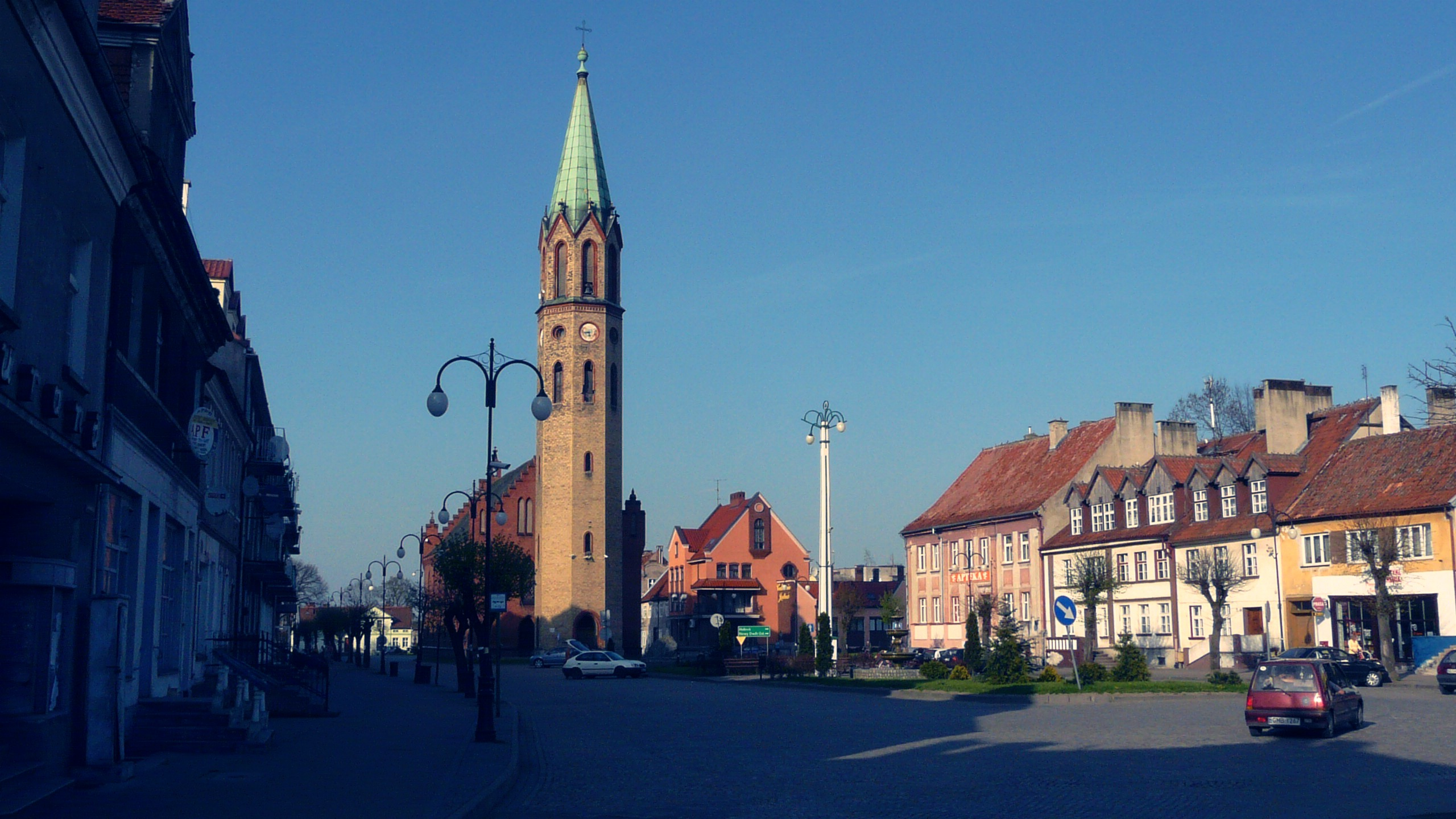
Marktplatz mit der ehemals evangelischen Kirche („Bleistift“, seit 2012 Kulturzentrum)

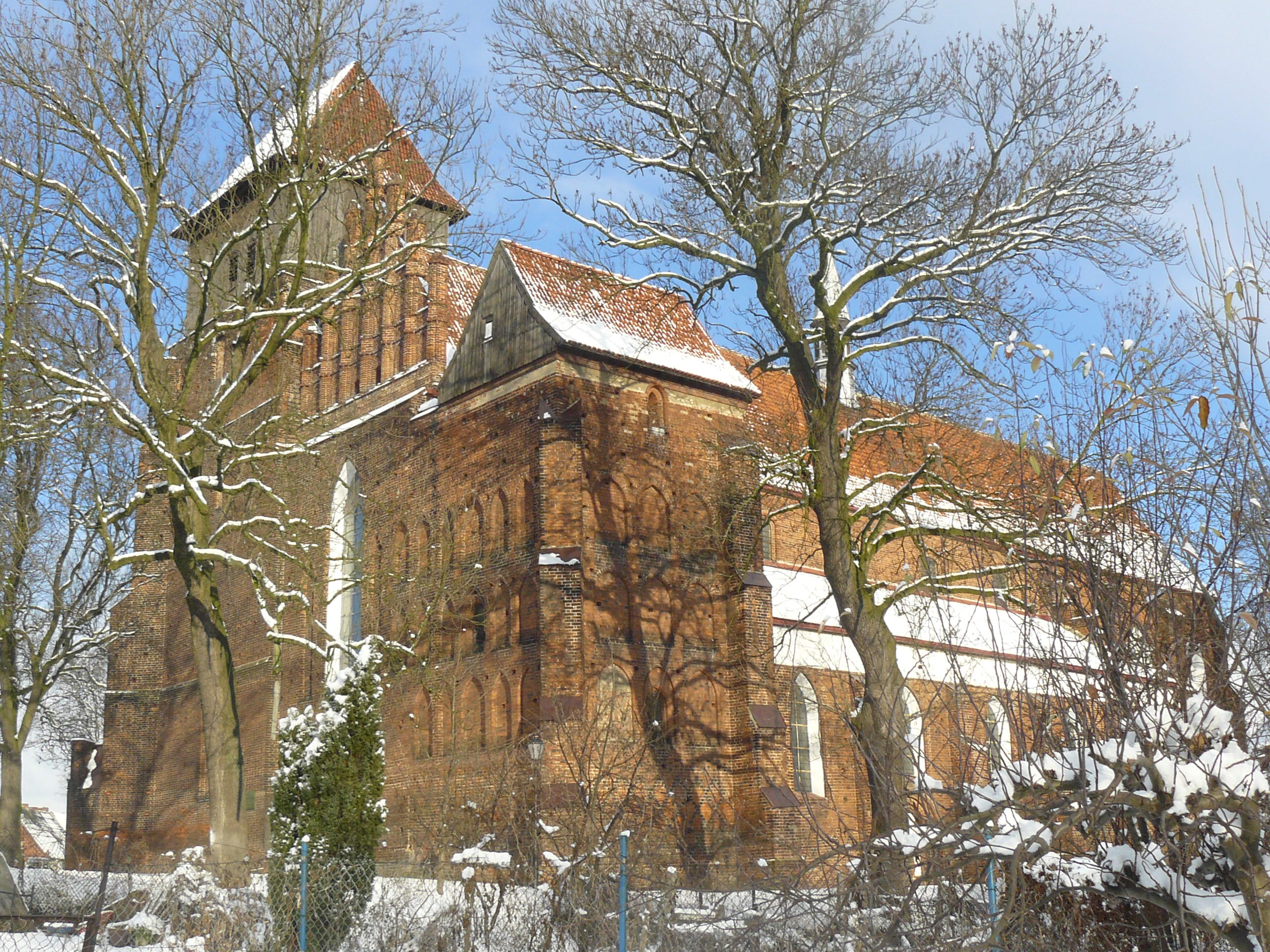
Kirche des Apostels Matthäus

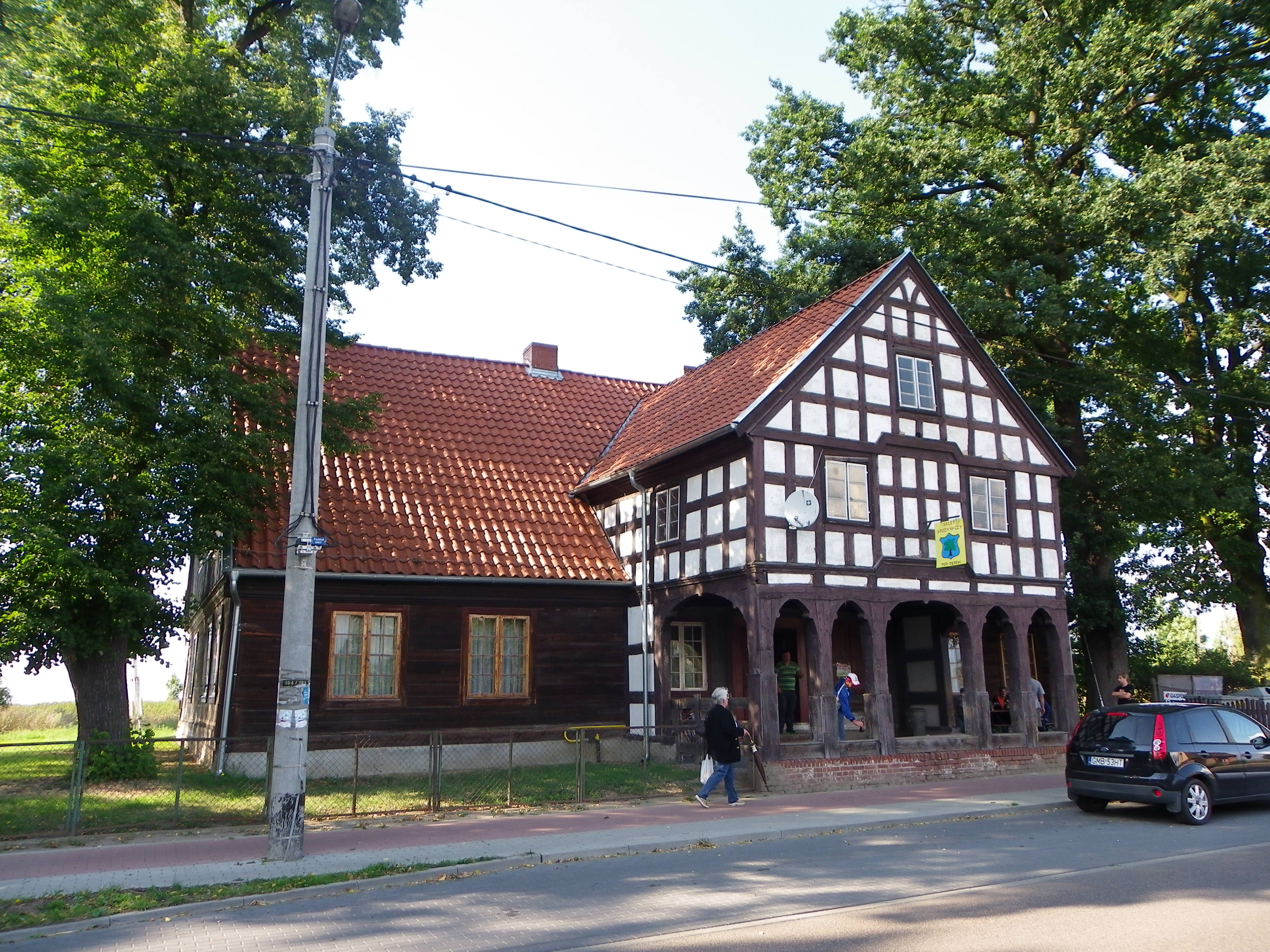
Altes Vorlaubenhaus

Der älteste Teil von Nowy Staw ist das nördlich der Stadt gelegene ehemals selbständige Dorf Neuteichsdorf (Stawiec). Das Dorf wurde 1316 vom Deutschen Orden gegründet; die Privilegien hatte ihm Werner von Orseln verliehen, der damals Großkomtur von Marienburg war. Es wurde im Jahr 1316 in einer Urkunde des Marienburger Komturs Niclaus von Hollant erwähnt. Die Stadt Neuteich ist vermutlich um 1329 angelegt worden, jedoch ist sie erst ab 1350 belegbar.
Ihre Einwohner waren Ackerbürger und sie war der Marktort für die Bauern aus den umliegenden Gebieten im Delta von Weichsel und Nogat. Die katholische Matthäuskirche entstand noch vor dem großen Stadtbrand von 1400.
1409 begann der Deutsche Orden in Neuteich mit der Herstellung von Schwarzpulver, und in der Mitte des 15. Jahrhunderts errichteten Danziger Bürger hier eine Ölmühle.
In den schwedisch-polnischen Kriegen war die Stadt mehrfach besetzt und geplündert worden.
Zwischen der Stadt und der Schwente wuchs im 18. Jahrhundert ein neuer Stadtteil, die Neustadt. Seitdem wurde vor allem das rechte Schwenteufer in südliche Richtung bebaut.
1886 wurde die Eisenbahnstrecke von Simonsdorf über Neuteich nach Tiegenhof in Betrieb genommen. Seit 1900 war Stadt auch an das Schmalspurbahnnetz der Westpreußische Kleinbahnen AG angeschlossen, die Strecke ist heute stillgelegt.
In der Stadt waren mehrere Mühlen ansässig, sie war ein Zentrum des Getreidehandels und bekannt für ihre Pferdemärkte. Größter Betrieb war die Zuckerfabrik, die heute nach wie vor produziert.
Die Stadt gehörte seit 1818 dem Kreis Marienburg (Westpreußen) an. 1920 wechselte Neuteich vom deutschen Kreis Marienburg in den Landkreis Großes Werder des Freistaats Danzig. Mit Einnahme des Freistaates 1939 durch Deutschland und die folgende völkerrechtlich nicht anerkannte Annexion kam Neuteich bis zur 1945 unter deutsche Verwaltung.
Während des Zweiten Weltkriegs gehörte Neuteich noch einmal zum Deutschen Reich. In Neuteich wurde ein Außenkommando des KZ Stutthof eingerichtet. Am 11. März 1945 wurde Neuteich von der Roten Armee erobert. Am 15. Mai 1945 wurde die Stadt unter polnische Verwaltung gestellt. Für die Stadt Neuteich wurde von den polnischen Migranten zuerst Nytych und dann seit 1947 Nowy Staw als Ortsname eingeführt, was ebenfalls Neuteich bedeutet. Soweit die deutschen Einwohner nicht geflohen waren, wurden sie in der darauf folgenden Zeit größtenteils aus Neuteich vertrieben.
Die Stadt ist bis heute gut erhalten. Die ehemals evangelische Kirche am Markt, der Neuteicher „Bleistift“, ist seit 2012 das Kulturzentrum des Ortes.

## Demographie
| Jahr | Einwohner | Anmerkungen                                                             |
| ---- | --------- | ----------------------------------------------------------------------- |
| 1782 | 1470      | davon 1001 Evangelische, 352 Katholiken und 117 Mennoniten              |
| 1802 | 1301      | [ 4 ]                                                                   |
| 1810 | 1292      | [ 4 ]                                                                   |
| 1816 | 1318      | davon 730 Evangelische, 442 Katholiken und 118 Juden                    |
| 1821 | 1498      | [ 4 ]                                                                   |
| 1831 | 1338      | großenteils Evangelische                                                |
| 1871 | 1682      | [ 6 ]                                                                   |
| 1875 | 1831      | [ 7 ]                                                                   |
| 1880 | 2145      | [ 7 ]                                                                   |
| 1890 | 2428      | davon 1176 Evangelische, 1110 Katholiken und 76 Juden                   |
| 1905 | 2648      | davon 1417 Evangelische, 1105 Katholiken und 76 Juden (97,5 % Deutsche) |
| 1929 | 3766      | [ 9 ]                                                                   |
| 1943 | 4120      |                                                                         |

| Jahr | Einwohner | Anmerkungen |
| ---- | --------- | ----------- |
| 2007 | 4443      |             |

## Städtepartnerschaften
- Wilster (Deutschland)

## Söhne und Töchter der Stadt
- Gustav Lastig (1844–1930), Rechtswissenschaftler
- Hans Herse (1855–1939), Maler und Lehrer
- Fred Neufeld (1869–1945), Mediziner, Bakteriologe
- Paul Epp (* 1877), Landwirt und Politiker (DDP)
- Alfred Dittmann (1906–1971), SS-Obersturmführer
- Erna Beilhardt (1907–1999), Aufseherin in verschiedenen Konzentrationslagern
- Albert Paulitz (1909–1948), SS-Oberscharführer und Kommandoführer
- Bernhard Penner (1890–1933), Verwaltungsjurist, Landrat in Tilsit-Ragnit
- Horst Penner (1910–2002), Lehrer und Historiker
- Ernst Fleischner (1920–1991), Politiker in Schleswig-Holstein
- Tadeusz Cymański (* 1955), polnischer Sejmabgeordneter
- Ryszard Kasyna (* 1957), katholischer Bischof von Pelplin.